# Opposites Attract
Opposites Attract is een nummer van de Amerikaanse zangeres Paula Abdul. Het nummer werd geschreven door Oliver Leiber, die ook de productie voor zijn rekening nam. Naast Abdul zijn ook de stemmen van Bruce DeShazer en Marv Gunn (samen beter bekend als The Wild Pair) te horen. In november 1989 werd het uitgebracht als zesde en laatste single van het album Forever Your Girl.

## Achtergrond
Oliver Leiber had al twee nummers geschreven voor het album Forever Your Girl toen hij gebeld werd door Gemma Corfield van Virgin Records, want er moest nog één nummer extra komen op het album. Hierop kwam hij met het idee voor Opposites Attract. Het nummer werd een duet met de virtuele kat MC Skat Kat, wat eigenlijk het duo The Wild Pair was. Leiber legde in een interview uit: "Ik heb het allemaal geschreven vanuit het perspectief van één persoon die het zingt. Het was aanvankelijk geen duet. Het ging: 'Ik vind dit leuk en jij houdt van dat.'"
Leiber had eerder samengewerkt met The Wild Pair en besloot het nummer met Abdul en het duo op te nemen. Hij was initieel niet tevreden met de uitkomst: "Ik schaamde me een beetje voor de manier waarop die eruit kwam. Ik was er echt zeker van dat ik de plank volledig had gemist. Ik stuurde het numemr bijna met een verontschuldiging. Zo van: 'Het spijt me echt dat ik je in de steek heb gelaten. Ik dacht dat dit goed zou zijn.'"

## Hitnoteringen en prijzen
Opposites Attract bereikte de eerste plek van de Billboard Hot 100, de meest prestigieuze Amerikaanse hitlijst. Hier stond het drie weken. Ook in Australië en Canada eindigde het op de eerste plek. In acht andere landen kwam het tot een plek in de top tien. In de Nederlandse Top 40 stond het tien weken met een vierde plaats als hoogste notering.
Tijdens de Grammy Awards van 1990 werd het nummer tweemaal genomineerd, voor Best Short Form Music Video en Breakthrough Video. Die eerste werd ook gewonnen, terwijl in de laatste categorie de prijs ging naar Sowing the Seeds of Love van Tears for Fears.

### Nederlandse Top 40
| Hitnotering: 17-02-1990 t/m 21-04-1990 | Hitnotering: 17-02-1990 t/m 21-04-1990 | Hitnotering: 17-02-1990 t/m 21-04-1990 | Hitnotering: 17-02-1990 t/m 21-04-1990 | Hitnotering: 17-02-1990 t/m 21-04-1990 | Hitnotering: 17-02-1990 t/m 21-04-1990 | Hitnotering: 17-02-1990 t/m 21-04-1990 | Hitnotering: 17-02-1990 t/m 21-04-1990 | Hitnotering: 17-02-1990 t/m 21-04-1990 | Hitnotering: 17-02-1990 t/m 21-04-1990 | Hitnotering: 17-02-1990 t/m 21-04-1990 | Hitnotering: 17-02-1990 t/m 21-04-1990 |
| Week:                                  | 1                                      | 2                                      | 3                                      | 4                                      | 5                                      | 6                                      | 7                                      | 8                                      | 9                                      | 10                                     |                                        |
| -------------------------------------- | -------------------------------------- | -------------------------------------- | -------------------------------------- | -------------------------------------- | -------------------------------------- | -------------------------------------- | -------------------------------------- | -------------------------------------- | -------------------------------------- | -------------------------------------- | -------------------------------------- |
| Positie:                               | 35                                     | 14                                     | 6                                      | 4                                      | 4                                      | 5                                      | 9                                      | 13                                     | 27                                     | 39                                     | uit                                    |